# Autovia A-77
L'autovia A-77 o Accés Nord-oest a Alacant és el nom actual de l'antic tram de l'Autovia de la Mediterrània A-7, situat entre l'Autovia de Circumval·lació d'Alacant A-70 i l'Autopista de Circumval·lació d'Alacant AP-7. Serveix com a accés nord-oest de la ciutat d'Alacant (País Valencià).
El 2007, es va construir un nou tram d'autovia de 4,3 km de longitud, lliure de peatge, que connecta l'autovia de la Mediterrània que es dirigeix a València per Alcoi, a Sant Vicent del Raspeig, amb la circumval·lació d'Alacant A-70 a l'altura de l'enllaç amb la Universitat d'Alacant. Amb això es va aconseguir eliminar la interferència del trànsit de l'autovia central amb el trànsit local de Sant Vicent i de la Universitat en el pas per la rotonda del Parc de Bombers.

## Eixides
| Número d'eixida  | Nom d'eixida                                                           | Carretera que enllaça |
| ---------------- | ---------------------------------------------------------------------- | --------------------- |
|                  | Alacant - València - Múrcia                                            | A-70                  |
| (sentit Ibi)     | Sant Vicent del Raspeig Agost: CV-820 L'Alcoraia: CV-824               | CV-820 / CV-824       |
| (sentit Alacant) | Sant Vicent del Raspeig Agost: CV-820 L'Alcoraia: CV-824 / Universitat | CV-820 / CV-824       |
|                  | Sant Vicent del Raspeig - Múrcia - Madrid - Benidorm - València: AP-7  | AP-7                  |
|                  | Alcoi                                                                  | AP-7                  |